# Izalzu
Izalzu in castigliano e Itzaltzu in basco, è un comune spagnolo di 45 abitanti situato nella comunità autonoma della Navarra.